# Beatae Mariae Virginis (Kleinurleben)

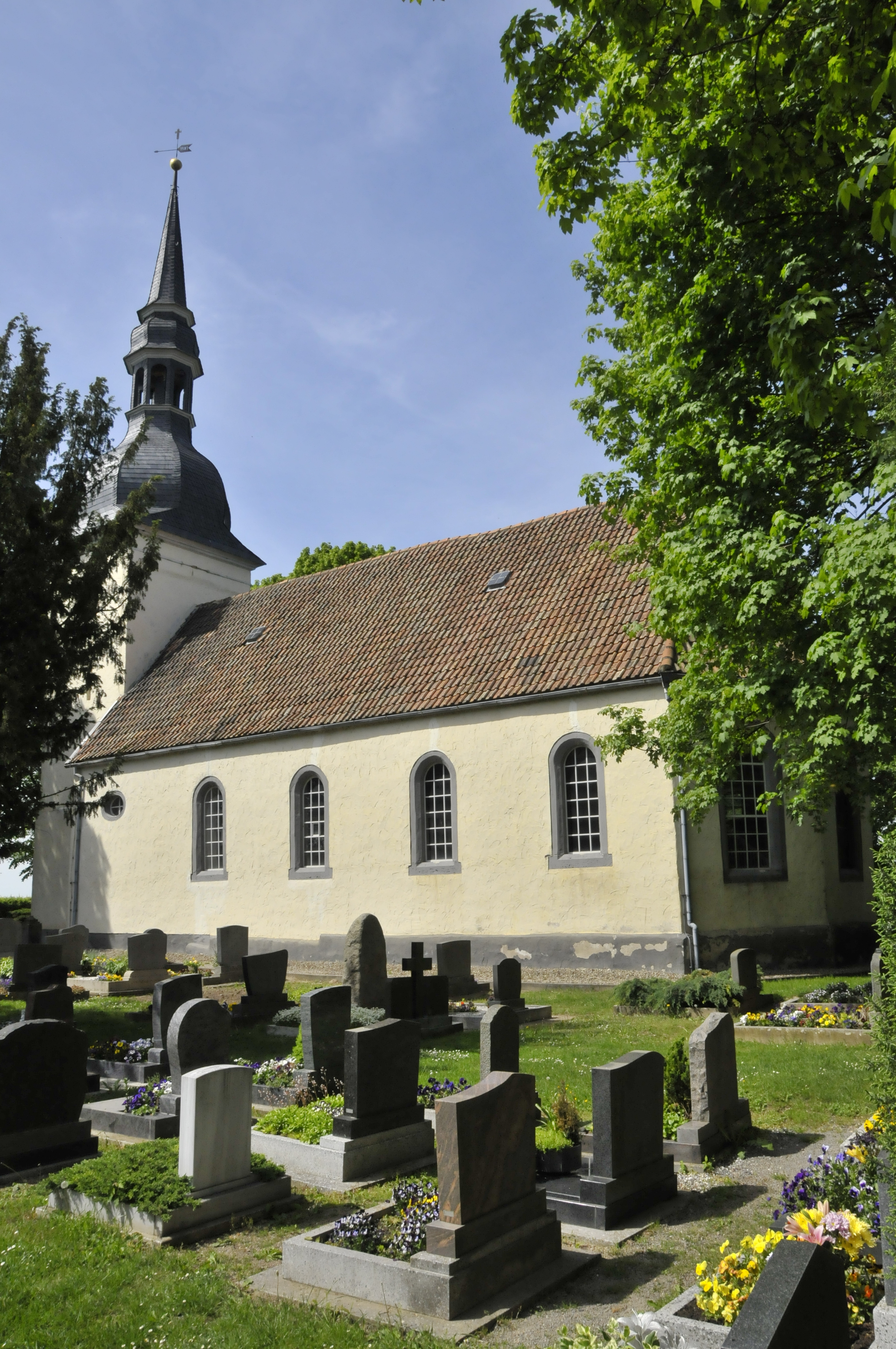
Beatae Mariae Virginis

Die evangelisch-lutherische, denkmalgeschützte Kirche Beatae Mariae Virginis steht außerhalb des Ortes auf einem Bergrücken von Kleinurleben, einem Ortsteil der Gemeinde Urleben im Unstrut-Hainich-Kreis in Thüringen. Die Kirchengemeinde Urleben gehört zum Pfarrbereich Großvargula im Kirchenkreis Mühlhausen der Evangelischen Kirche in Mitteldeutschland. Die Kirche dient auch den Großurlebenern als Gotteshaus, da sich in diesem Ortsteil keine Kirche befindet.

## Beschreibung
Die Saalkirche wurde gemäß einer Inschrift 1586 gebaut. Eine weitere Inschrift mit der Jahreszahl 1801 weist auf eine Erneuerung hin. Das Innere wurde aber erst 1970 renoviert. Der Kirchturm im Westen hat ein mittelalterliches, kreuzgratgewölbtes Erdgeschoss. Er ist bedeckt mit einer welschen Haube. Im Turm hängen drei Glocken, gegossen 1351, 1460 und 1504. Der zweigeschossige Anbau im Norden besteht aus einer steinernen überdachten Treppe, der Sakristei und einer Patronatsloge. Das mit einem Satteldach bedeckte Kirchenschiff ist im Innenraum mit einer Kassettendecke überspannt. Der Chor ist dreiseitig abgeschlossen. Die Emporen stehen auf palmenförmigen Säulen, ihre Brüstungen haben Baluster. An den Feldern der Brüstung der Patronatsloge sind Szenen aus dem Neuen Testament, entstanden um 1700, dazwischen ein mit 1804 bezeichnetes Porträt des Heinrich Moritz von Berlepsch, dem Landkomtur der Ballei Thüringen, geschaffen von Anton Graff.
Im Abschluss des Chors ist ein ornamentales Glasfenster aus dem 19. Jahrhundert. Die Stützen des Kanzelaltars sind zwei weibliche Figuren, sie tragen eine Hostie und einen Kelch. In der Kirche befinden sich Nachbildungen der 1992 gestohlenen, um 1580 entstandenen Ölbilder, die Porträts des Erich Volcmar von Berlepsch und seiner Gattin Lucretia, sowie von Martin Luther und Philipp Melanchthon aus der Werkstatt des Lucas Cranach des Jüngeren. Die echten Bilder befinden sich seit Wiederauffindung in Schloss Friedenstein. Zur Kirchenausstattung gehört auch ein lebensgroßes barockes Kruzifix. Die Tür der Sakristei wurde um 1700 bemalt, sie zeigt Christus als Gärtner. Im Chor befinden sich Epitaphe der Familie von Berlepsch aus dem 16.–18. Jahrhundert. Das hohe Postament eines Grabmals aus der Renaissance wird von den Tugenden Justitia, Fortitudo, Fides und Spes gestützt. Ein Relief stellt die Auferstehung Jesu Christi dar, das von 16 Wappen und dem knienden Ehepaar gerahmt wird. Ein weiteres Relief zeigt die Geburt Jesu. Im gestaffelten Auszug sind die Evangelisten zu sehen und ferner Reliefs des Gleichnisses vom Verlorenen Sohn und von Jesus und der Ehebrecherin, dazwischen jeweils die Tugenden Mäßigung, Patientia und Klugheit, darüber eine Darstellung über Pfingsten, bekrönt von der Karitas. Des Weiteren befindet sich in der Kirche ein Epitaph für Eric Volkmar von Berlepsch und Gattin sowie ein Obelisk mit davor liegender Figur und Trauernder sowie mehrere Grabsteine mit Wappen und Vanitassymbolen.
Die Orgel mit 9 Registern, verteilt auf 2 Manuale und Pedal, wurde 1907 von Albin Hickmann & Comp. gebaut.